# Eleonora van Normandië
Eleonora van Normandië (circa 1010 - 1071) was van 1030 tot 1035 gravin van Vlaanderen. Ze behoorde tot het huis Normandië.

## Levensloop
Eleonora was een dochter van hertog Richard II van Normandië uit diens huwelijk met Judith van Bretagne, dochter van hertog Conan I van Bretagne.
Rond het jaar 1031 huwde ze met graaf Boudewijn IV van Vlaanderen (980-1035), die ongeveer dertig jaar ouder dan haar was, eerder gehuwd was met Otgiva van Luxemburg en reeds vader was van Boudewijn V (1012-1067) — zijn opvolger als graaf van Vlaanderen. Eleonora en Boudewijn IV kregen een dochter: 
- Judith (1033-1094), huwde in 1051 met Tostig Godwinson, graaf van Northumberland, en daarna in 1071 met hertog Welf I van Beieren

Haar echtgenoot Boudewijn IV stierf in 1035. Eleonora bleef de rest van haar leven in Vlaanderen wonen en stierf in 1071.